# Valer Hețco
Valeriu Hetco (n. 29 aprilie 1877, Fersig - d. 19 noiembrie 1959, Oradea) a fost un deputat în Marea Adunare Națională de la Alba Iulia, organismul legislativ reprezentativ al „tuturor românilor din Transilvania, Banat și Țara Ungurească”, cel care a adoptat hotărârea privind Unirea Transilvaniei cu România, la 1 decembrie 1918.

## Studii
Valeriu Hetco și-a făcut studiile primare în Șomcuta Mare, iar pe cele secundare cu bacalaureat la Liceul Premonstratens din Oradea. În anul 1900 a absolvit Academia de Teologie Romano-Catolică din Oradea, iar în 3 martie 1901 a fost hirotonit preot de către episcopul Mihail Pavel.. 

## Activitate profesională
În 1904 a fost promovat doctor de drept canonic la Universitatea din Budapesta, in 1913 este numit protopop de Beius, în 1923 a fost numit arhidiacon, iar în 1940 a fost ridicat la rang de vicar foraneu al Bihorului. În anul următor el devine canonic și vicar general II pentru Eparhia Unită de Oradea Mare.

## Activitate politică
În 1 decembrie 1918 a reprezentat la Alba Iulia districtul protopopesc român unit al Beiușului.